# Emanuel Philibert von Savoyen-Aosta

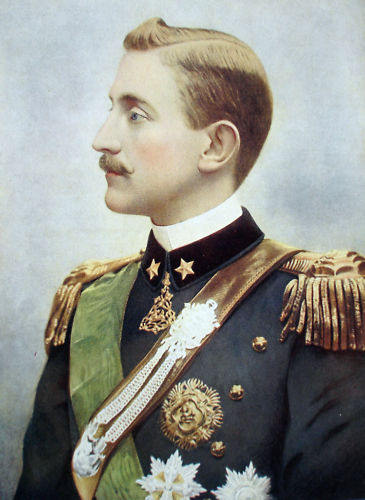
Emanuel Philibert von Savoyen-Aosta

Emanuel Philibert von Savoyen-Aosta (italienisch: Geburtsname Emanuele Filiberto Vittorio Eugenio Alberto Genova Giuseppe Maria di Savoia; * 13. Januar 1869 in Genua; † 4. Juli 1931 in Turin), 2. Herzog von Aosta und italienischer General, war der Sohn von König  Amadeus I. von Spanien und Cousin von König Viktor Emanuel III. von Italien. Im Ersten Weltkrieg hielt er nach der Niederlage der Italiener in der Schlacht von Karfreit die italienische Front am Fluss Piave aufrecht und besetzte später Teile Friauls.

## Leben

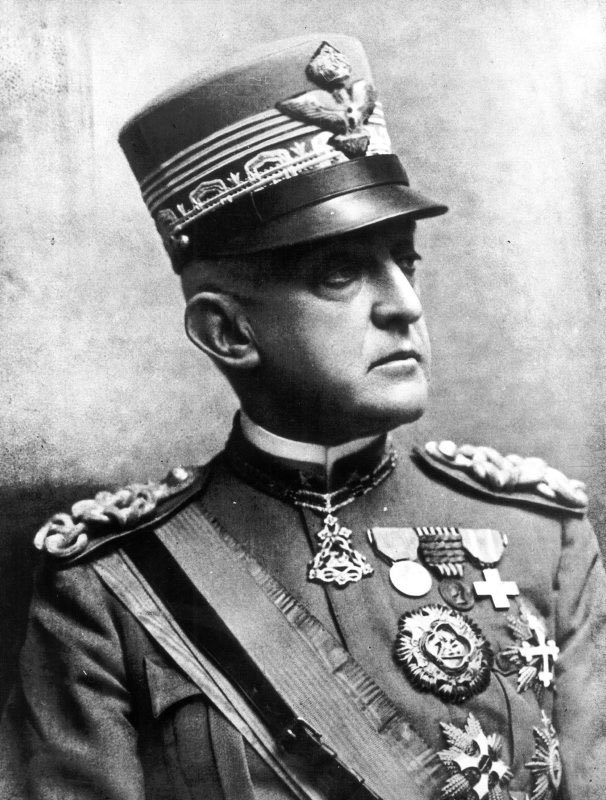
Emanuel Philibert als Oberbefehlshaber der 3. italienischen Armee im Ersten Weltkrieg

Emanuel Philibert wurde am 13. Januar 1869 in Genua als ältester Sohn des späteren Königs Amadeus I. von Spanien (1845–1890) und Maria Vittoria dal Pozzo (1846–1876) geboren. Er war ein Cousin von König Viktor Emanuel III. von Italien und Mitglied des italienischen Königshauses Savoyen. Emanuel Philibert wurde nach dem Tod seines Vaters im Jahre 1890 2. Herzog von Aosta. Er begann seine militärische Laufbahn in der italienischen Armee und wurde 1905 als Kommandant nach Neapel gerufen.
Kurz nachdem Italien am 23. Mai 1915 Österreich-Ungarn den Krieg erklärte und somit auf der Seite der Entente in den Ersten Weltkrieg eintrat, wurde Emanuel Philibert am 26. Mai zum General der 3. Armee ernannt. Nach den Plänen des Chefs des italienischen Generalstabs, Luigi Cadorna, sollte die 3. zusammen mit der 2. Armee den Hauptstoß der italienischen Angriffsbemühungen tragen. Ziel war den Isonzo zu überschreiten und in Richtung Triest – 3. Armee – und Ljubljana – 2. Armee – vorzustoßen, um ein strategisches Zusammenwirken mit dem russischen und serbischen Heer zu ermöglichen.
Emanuel Philibert leistete einen erheblichen Beitrag zum italienischen Erfolg während der 6. Isonzoschlacht (4.–15. August 1916), bei der das prestigeträchtige Görz, das italienische Gorizia, eingenommen und laut italienischem Narrativ „vom österreichischen Joch“ befreit wurde. In den darauf folgenden Isonzo-Offensiven gelang den Italienern allerdings kein weiterer Durchbruch. Nach dem Durchbruch der deutschen und österreichisch-ungarischen Truppen im Zuge der 12. Isonzoschlacht bei Karfreit, dem italienischen Caporetto, wurden die italienischen Truppen bis zum Piave zurückgeworfen. Auch die 3. Armee unter dem Herzog von Aosta musste sich vom Karst zurückziehen und am Unterlauf des Piave eine neue Front aufbauen, an der sich die österreichisch-ungarischen Piaveoffensiven im November 1917 und Juni 1918 festliefen. Ein weiteres Vorrücken Österreich-Ungarns wurde somit verhindert.
Als Luigi Cadorna nach der verlustreichen Schlacht von Karfreit als Generalstabschef abgesetzt wurde, erwartete man, dass Emanuel Philibert aufgrund seiner militärischen Errungenschaften dessen Posten übernehmen würde. Viktor Emanuel III. ernannte aber nicht seinen Cousin zum neuen Generalstabschef, sondern den eher wenig bekannten neapolitanischen General Armando Diaz, der unter Emanuel Philibert gedient hatte. Der König fürchtete nämlich, seinen Thron an den erfolgreichen, charismatischen und beim italienischen Volk äußerst beliebten Herzog und seine Nebenlinie Savoyen-Aosta zu verlieren.

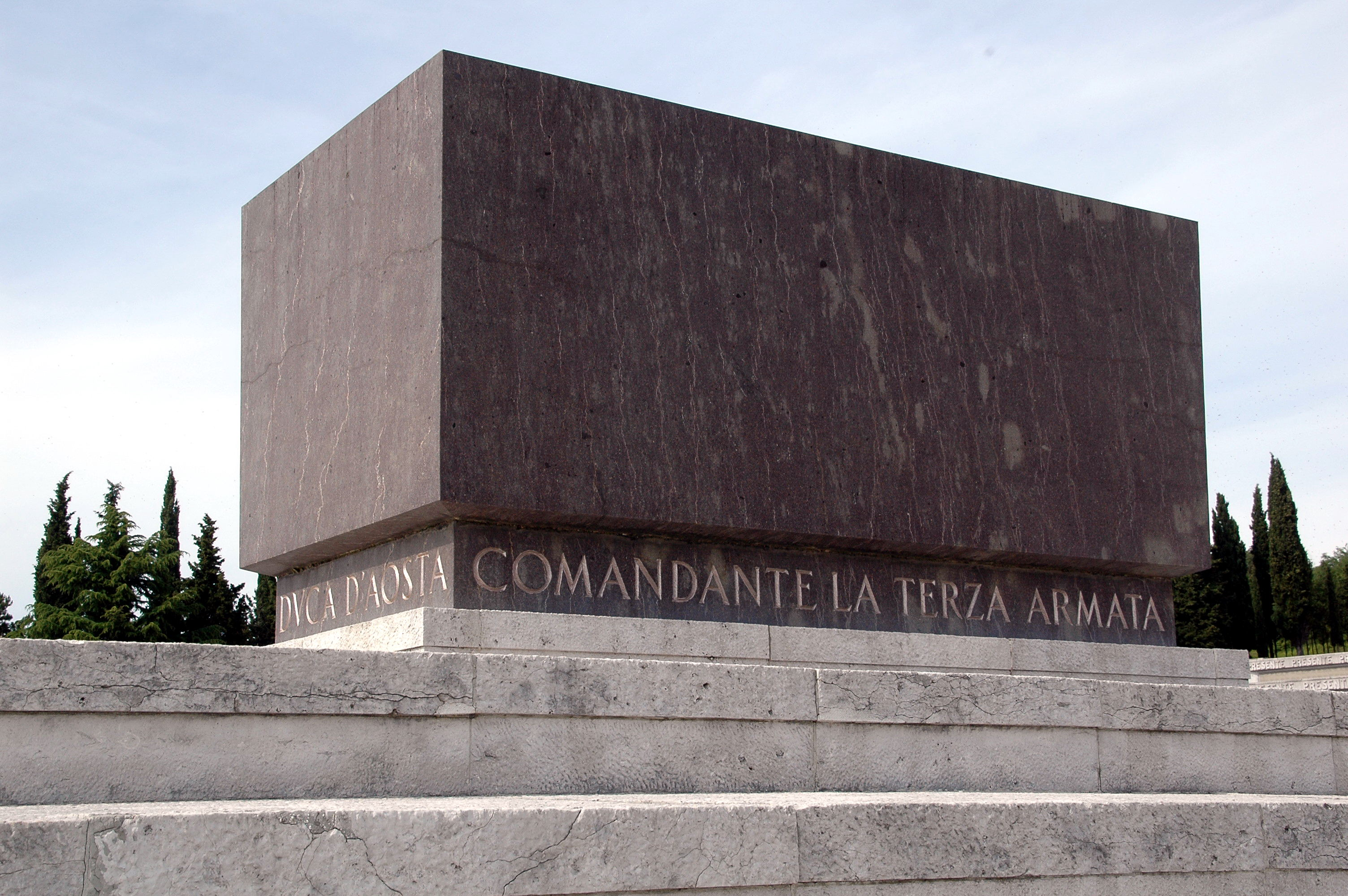
Grabmal des Herzogs von Aosta auf dem Monumentalfriedhof von Redipuglia

Erst 1926 wurde Emanuel Philibert unter Mussolinis faschistischem Regime für seinen Einsatz im Krieg geehrt und zum „Marschall von Italien“ erhoben. Zur Erinnerung an die Kriegsereignisse am Piave ließ die Gemeinde Jesolo eine monumentale Brücke bauen, die am 9. Oktober 1927 von Emanuel Philibert eingeweiht wurde.
Emanuel Philibert verbrachte seine letzten Jahre in Turin, wo er am 4. Juli 1931 im Alter von 62 Jahren starb. Sein letzter Wille war, neben den Soldaten der von ihm kommandierten 3. Armee begraben zu werden. Aus diesem Grund befindet sich seine Grabstätte auf dem Monumentalfriedhof von Redipuglia, einer Gedenkstätte nördlich der Isonzomündung am Rande des Karsts. Die Gedenkstätte erinnert an die über 100.000 italienischen Soldaten, die im Ersten Weltkrieg am Unterlauf des Isonzo und auf dem Karstplateau südlich von Görz ihr Leben verloren haben und stellt Italiens größtes Kriegermahnmal dar.

## Familie
Am 25. Juni 1895 heiratete Emanuel Philibert im Londoner Bezirk Kingston-on-Thames Hélène von Orléans (1871–1951), die Tochter von Louis Philippe von Orléans (1838–1894). Das Paar hatte zwei Söhne:
- Amadeus von Savoyen, 3. Herzog von Aosta, verheiratet mit Anne Hélène Marie von Orléans (1906–1986), der Tochter von Jean von Orléans (1874–1940)
- Aimone von Spoleto, 4. Herzog von Aosta und als Tomislav II. König von Kroatien, verheiratet mit Irene von Griechenland (1904–1974), der Tochter von König Konstantin I. von Griechenland (1868–1923)